# Jardim Botânico do Bom Sucesso

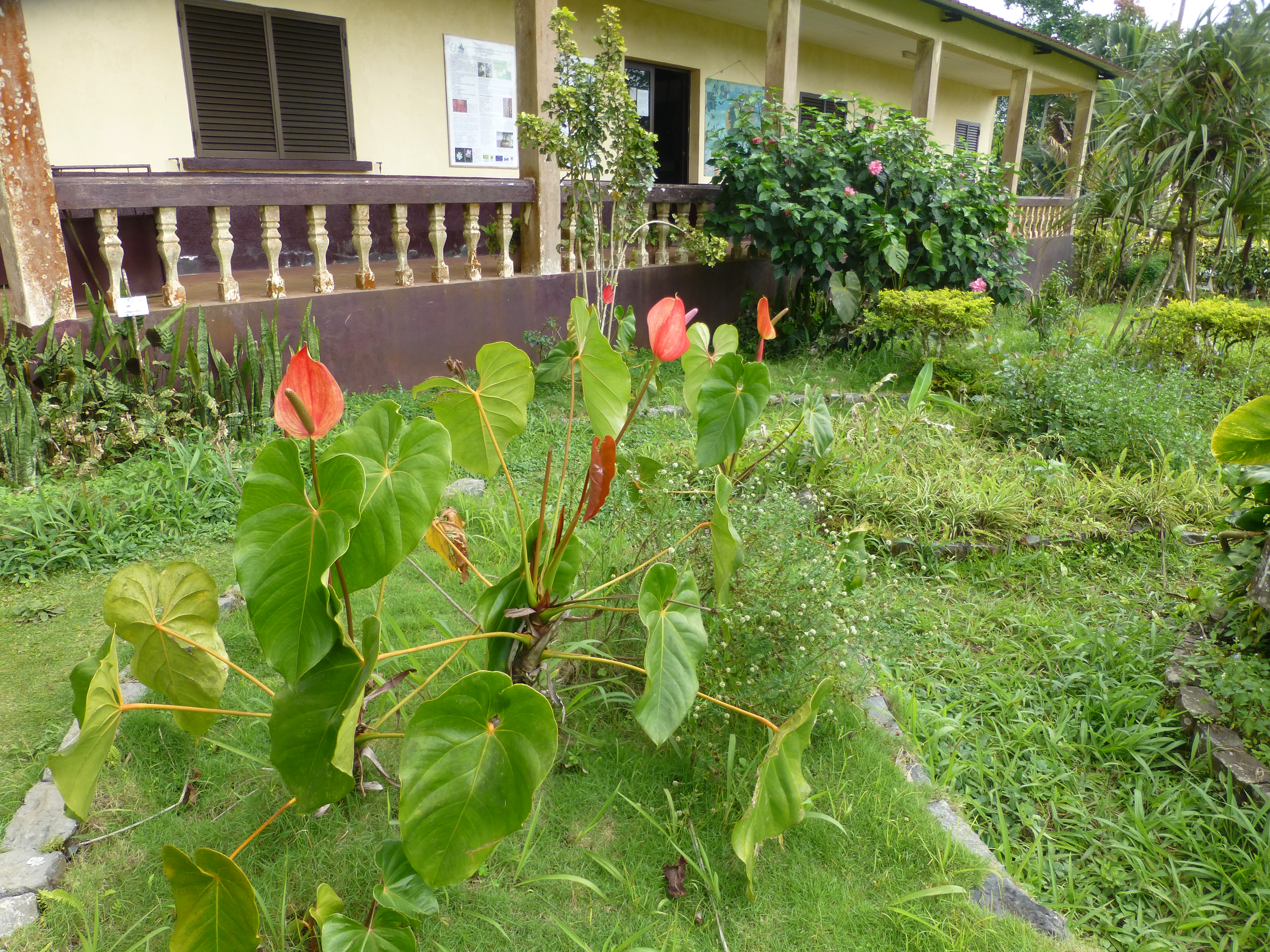
Eingang zum Botanischen Garten.

Der Jardim Botânico do Bom Sucesso (Botanischer Garten von Bom Suceso) ist der wichtigste Botanische Garten von Sao Tomé und Príncipe. Er ist eine wichtige Touristenattraktion und Ausgangspunkt für zahlreiche Wanderrouten in den Bergen des Inselinneren.

## Geographie
Der Park liegt auf einer Höhe von 1153 m nördlich des Zentrums der Insel São Tomé im Distrikt Mé-Zóchi, auf einer kleinen Hochebene oberhalb von Nova Moca. Im Umkreis befinden sich der Parque Natural Obô de São Tomé, der Wasserfall Cascata de São Nicolau, der Kratersee Lagoa Amélia und die Plantage (roça) Monte Cafe.

### Gebäude
Der Park verfügt über Häuser für die Angestellten und ein Restaurant.

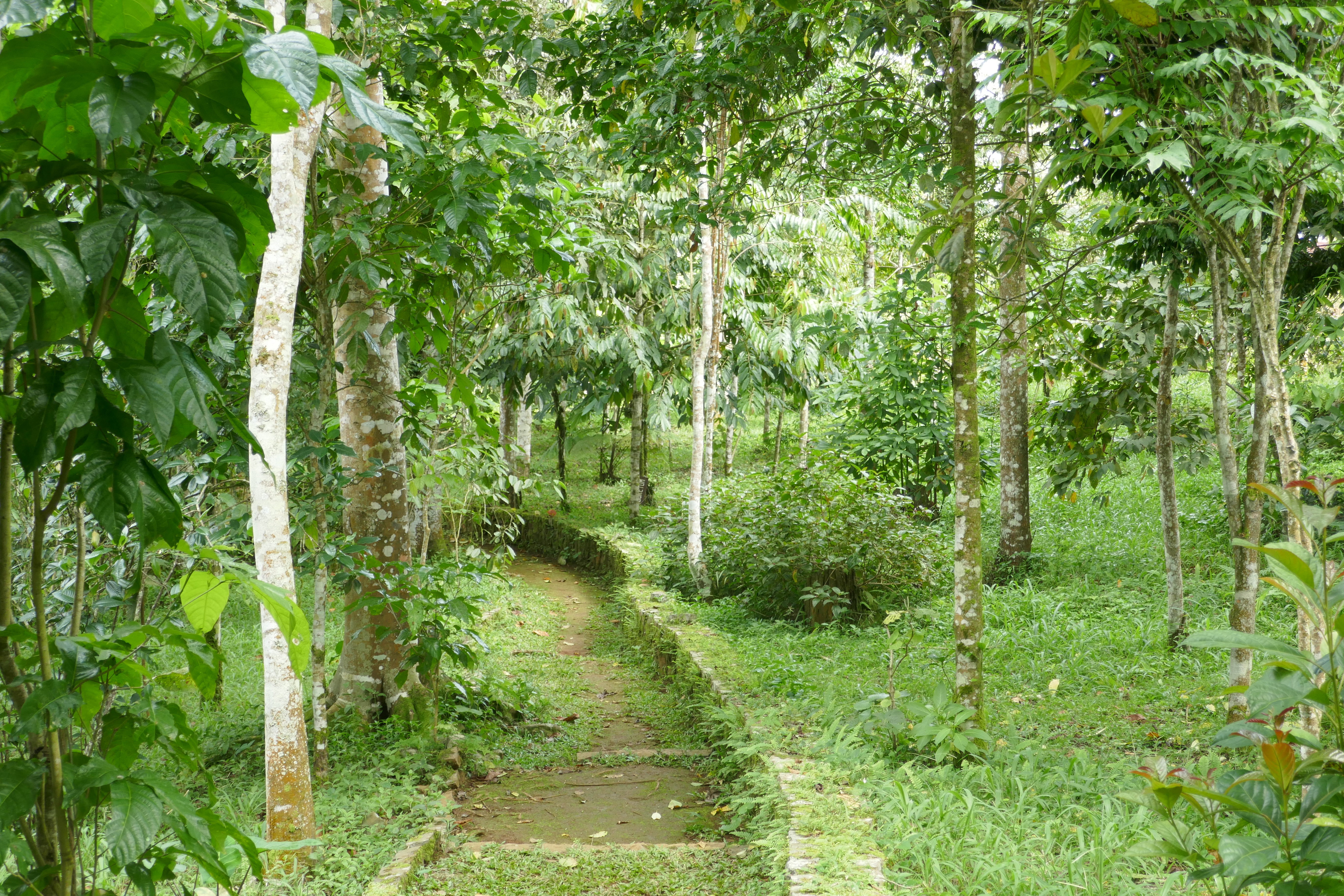
Allée.
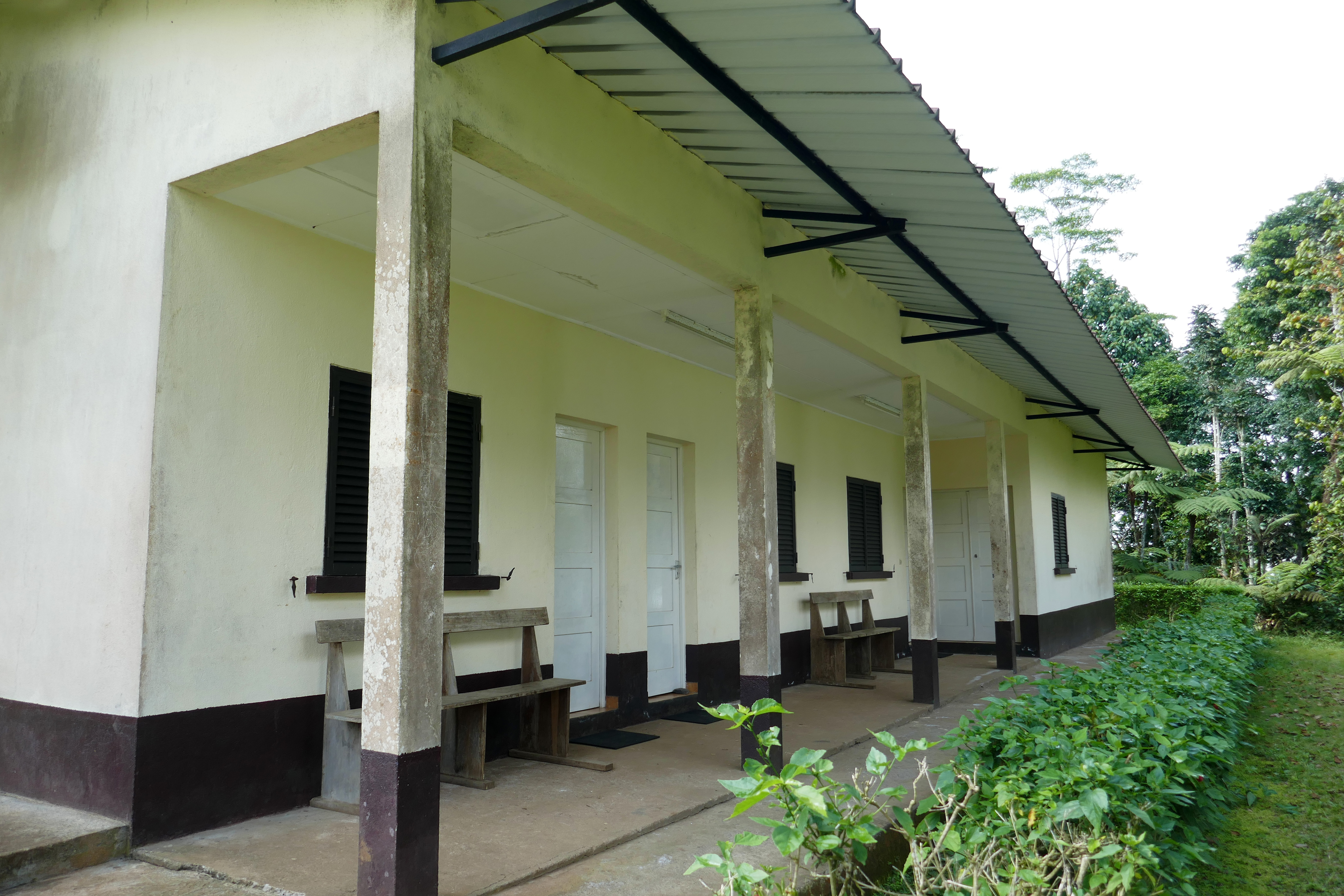
Maison des Guides.
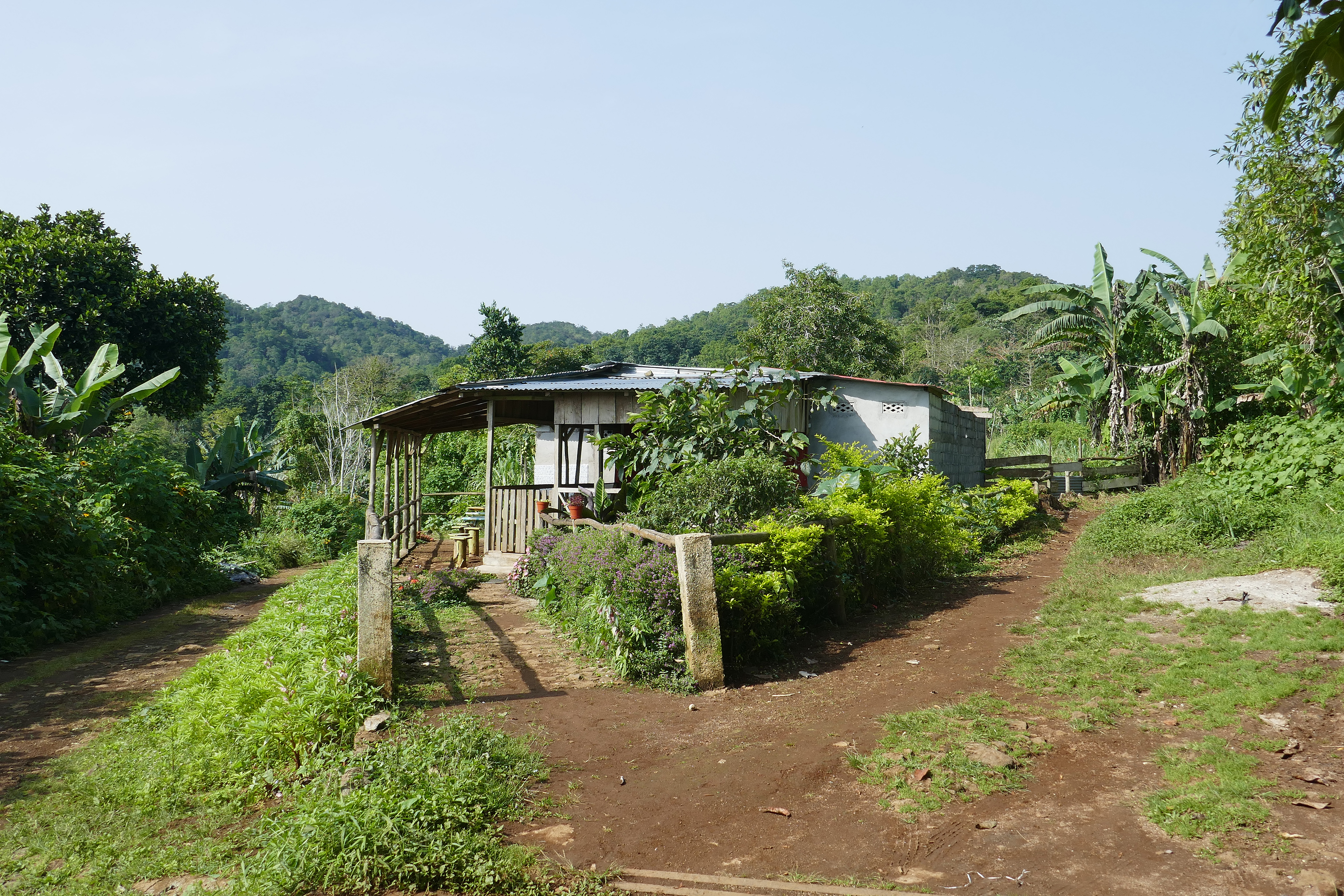
Restaurant.

## Geschichte
Zusammen mit dem Nationalen Herberium von São Tomé wurde der Botanische Garten im Zuge eines Projekts der Europäischen Union (Écosystèmes forestiers d'Afrique centrale, ECOFAC) eingerichtet. Die Sammlung und Bestimmung der Arten begann 1994 und wurde in den 2000er Jahren nochmals systematisiert im Zusammenhang mit der Gründung des Parque natural Obô 2006. Hierbei arbeiteten verschiedene Kooperationspartner zusammen; unter anderem der Fonds français pour l'environnement mondial (FFEM), die Association Monte Pico (AMP) und die Universität Coimbra.

### Besucher
Seit 2006 gibt es ein Besucherverzeichnis. In der Saison 2007 (Januar bis Oktober) wurden 1018 Besucher in 381 Gruppen verzeichnet. Dabei kamen hauptsächlich Portugiesen (33 %), Santomeenser (25 %) und Franzosen (13 %).

## Pflanzen
Eine Pflanzenliste von 2007 zählt 574 Arten auf, das Herbarium enthält insgesamt 2383 Arten.

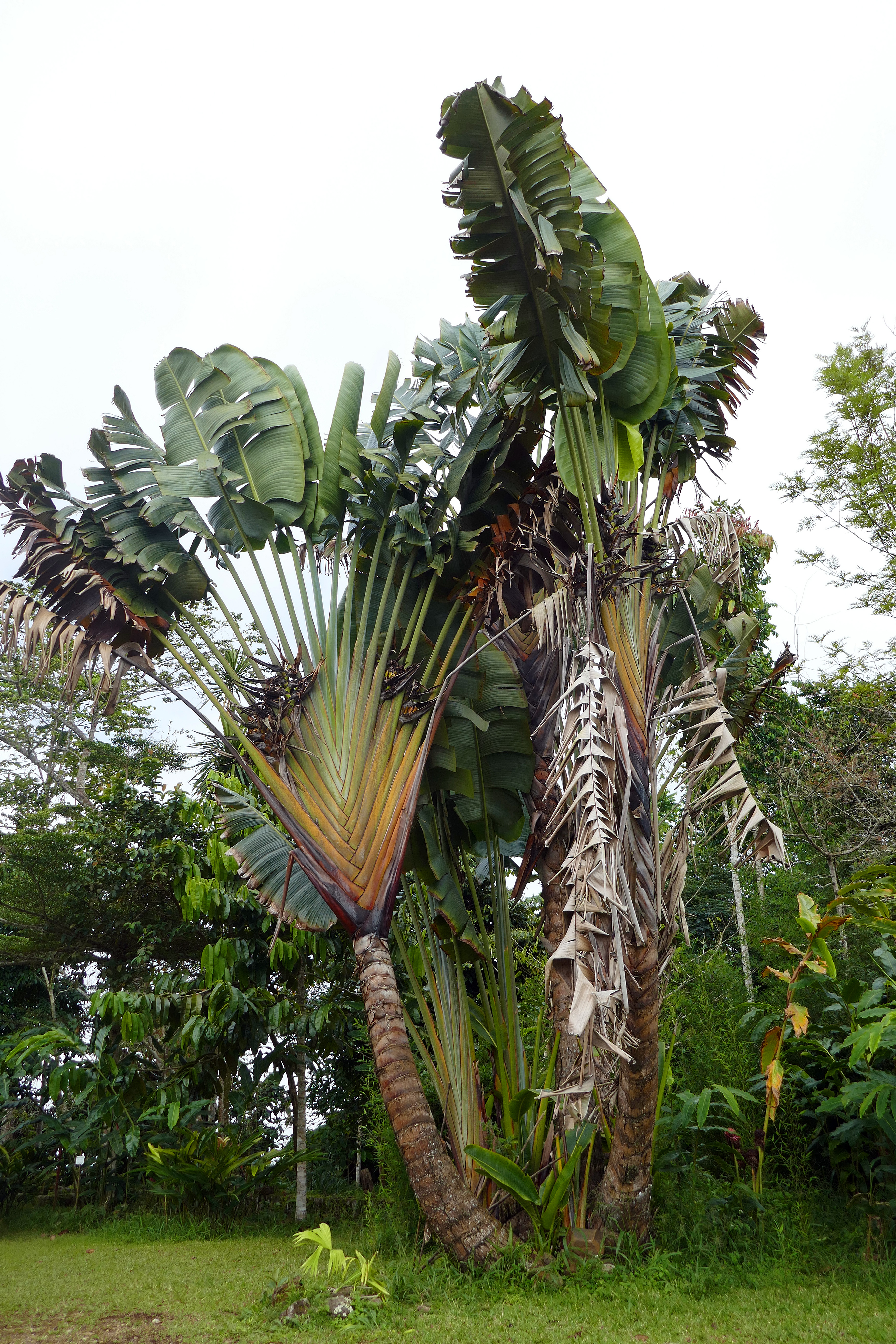
Ravenala madagascariensis.
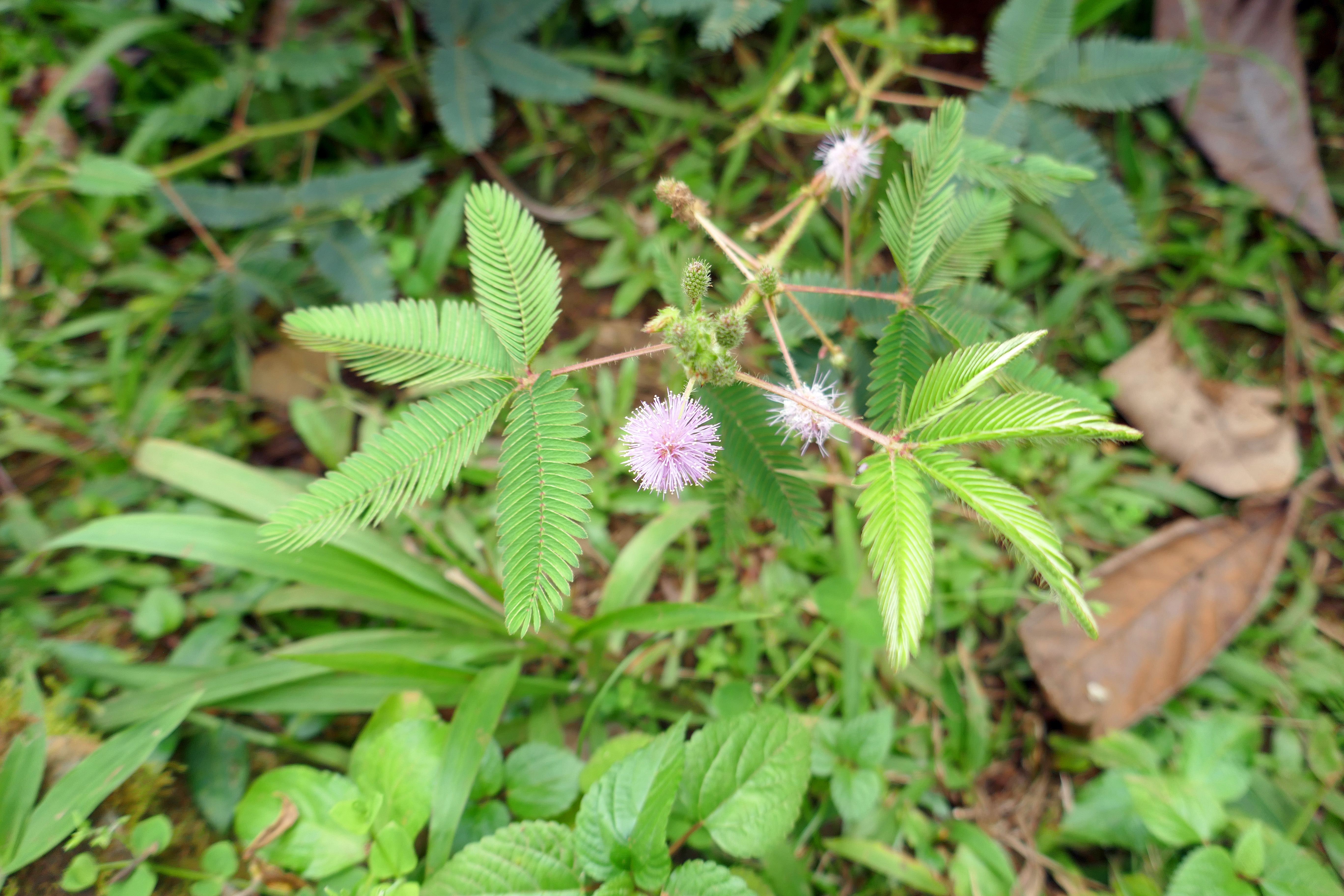
Mimosa pudica.
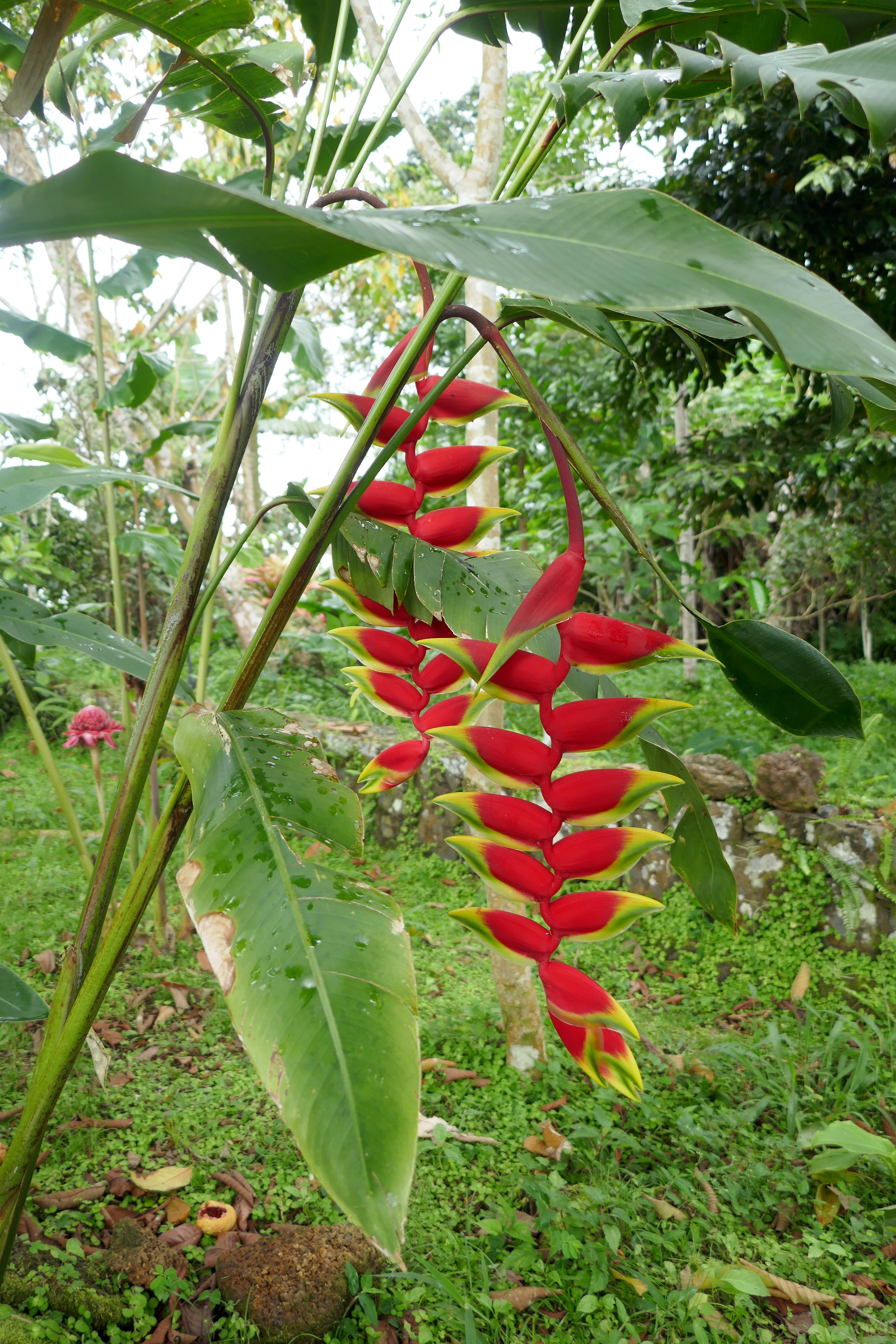
Heliconia rostrata.
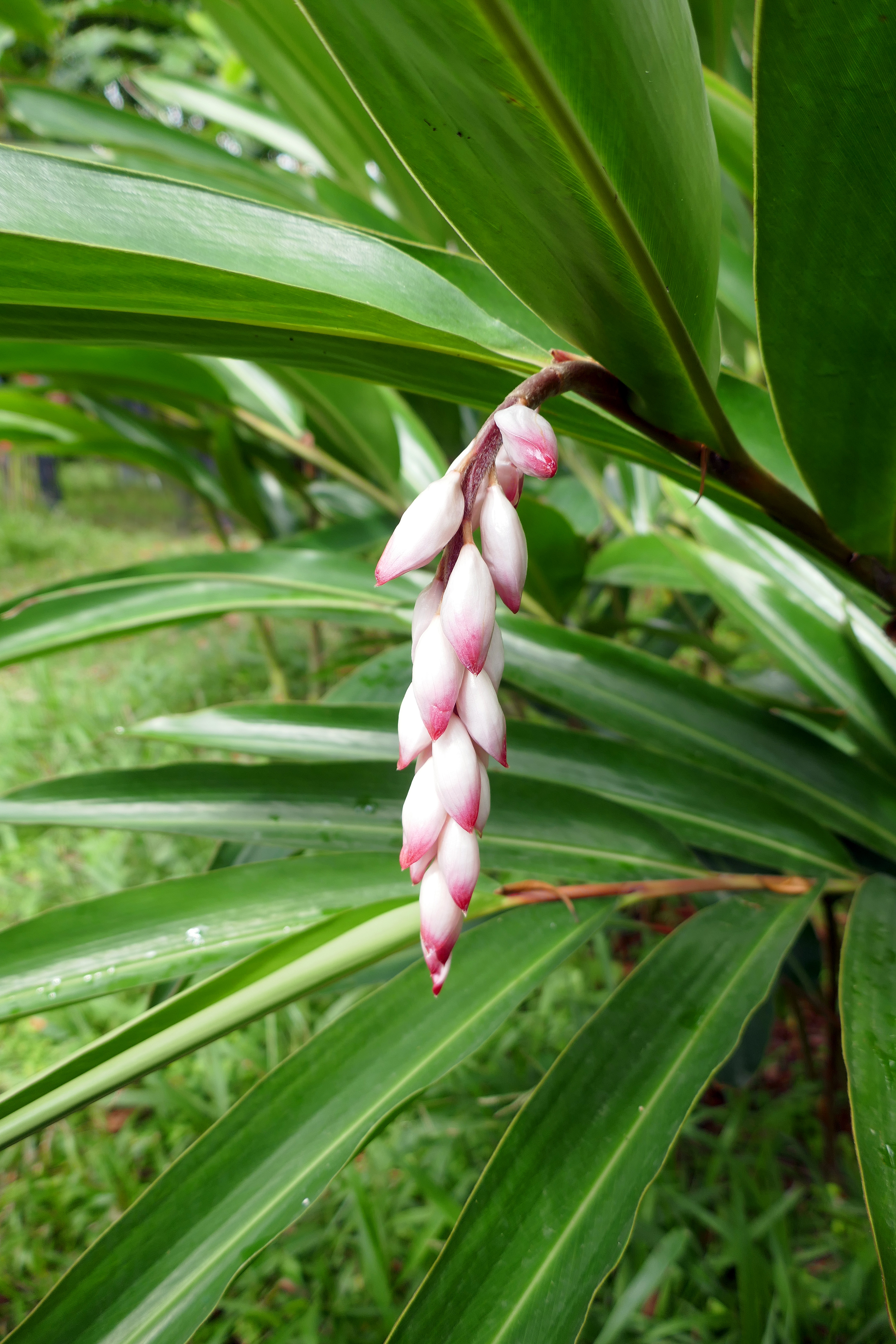
Alpinia zerumbet.

### Endemische Arten
Es werden zahlreiche endemische Arten kultiviert, wobei die Orchideen separat geführt werden. Der Park unterliegt jedoch auch ständigem Wandel.
- Aidia pallens
- Anisophyllea cabole
- Begonia baccata
- Begonia crateris
- Begonia subalpestris
- Begonia thomeana
- Bertiera pedicellata
- Brachystephanus occidentalis
- Calvoa crassinoda
- Calvoa grandifolia
- Campylospermum vogelii v. molleri
- Chytranthus mannii
- Cissus cf curvipoda
- Craterispermum montanum
- Croton stelluliferus
- Cyathea welwitschii
- Dicranolepis thomensis
- Discoclaoxylon occidentale
- Drypetes glabra
- Ecpoma cauliflorum
- Elatostema thomense
- Erica thomensis
- Erythrococca molleri
- Ficus chlamydocarpa
- Hernandia beninensis
- Heteradelphia paulowilhelmia
- Homalium africanum
- Impatiens buccinalis
- Lasianthus africanus
- Lobelia barnsii
- Mapania ferruginea
- Mussaenda tenuiflora
- Palisota pedicellata
- Pandanus thomensis
- Pavetta monticola
- Peddiea thomensis
- Peperomia thomeana
- Pilea manniana
- Phyllanthus cf physocarpus,
- Podocarpus mannii
- Polycias quintasii
- Psychotria guerkeana
- Psychotria henriquesiana
- Psychotria hierniana
- Psychotria molleri
- Psychotria venosa
- Renealmia grandifolia
- Rinorea cf chevalieri
- Rinorea insulares
- Rinorea thomensis
- Sabicea aff cauliflora
- Sabicea exellii
- Staudtia pterocarpa
- Stenandriopsis thomense
- Tabernaemontana stenosiphon
- Tarenna nitiduloides
- Thunbergianthus quintasii
- Trichilia grandifolia

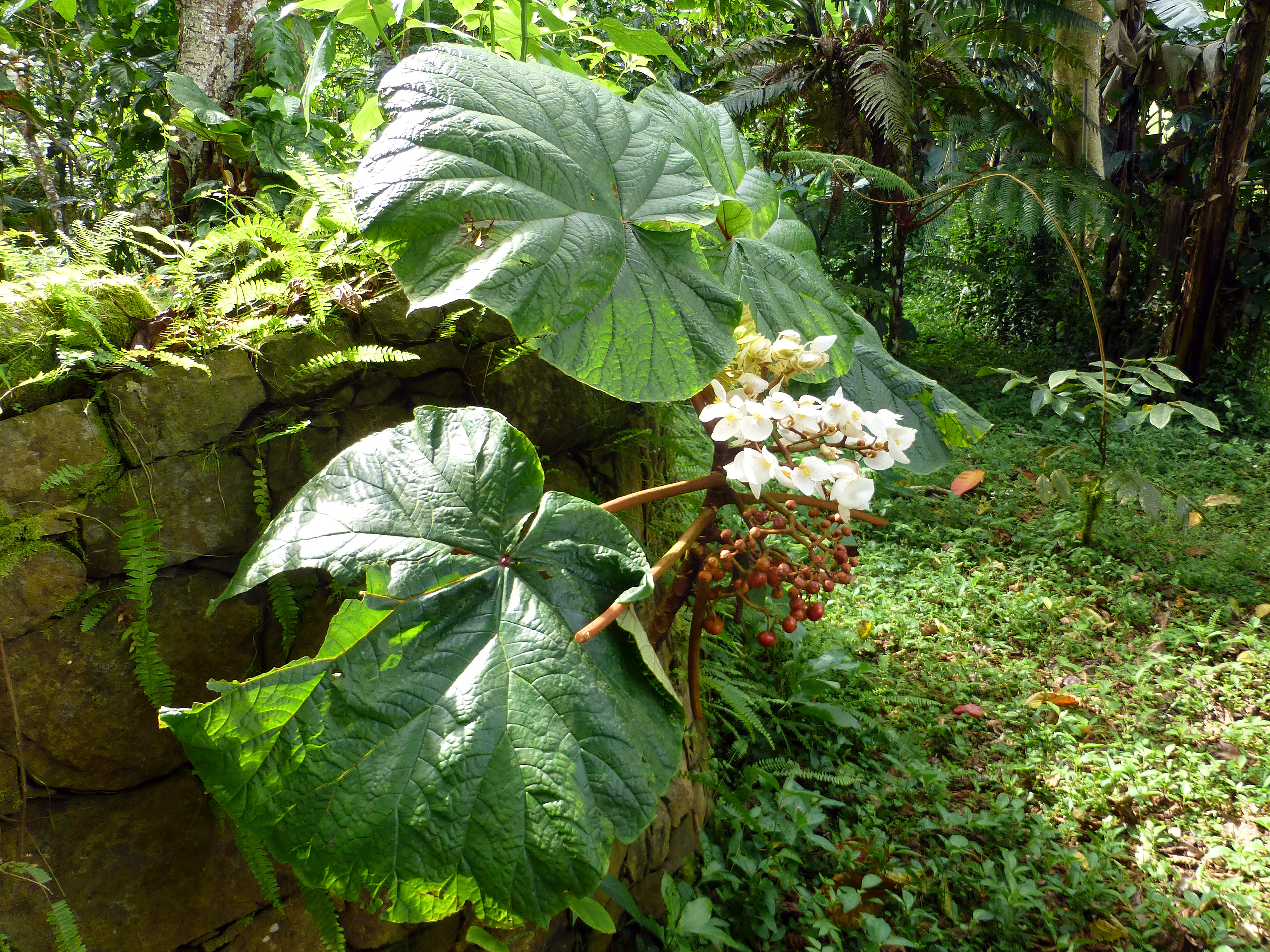
Begonia baccata.
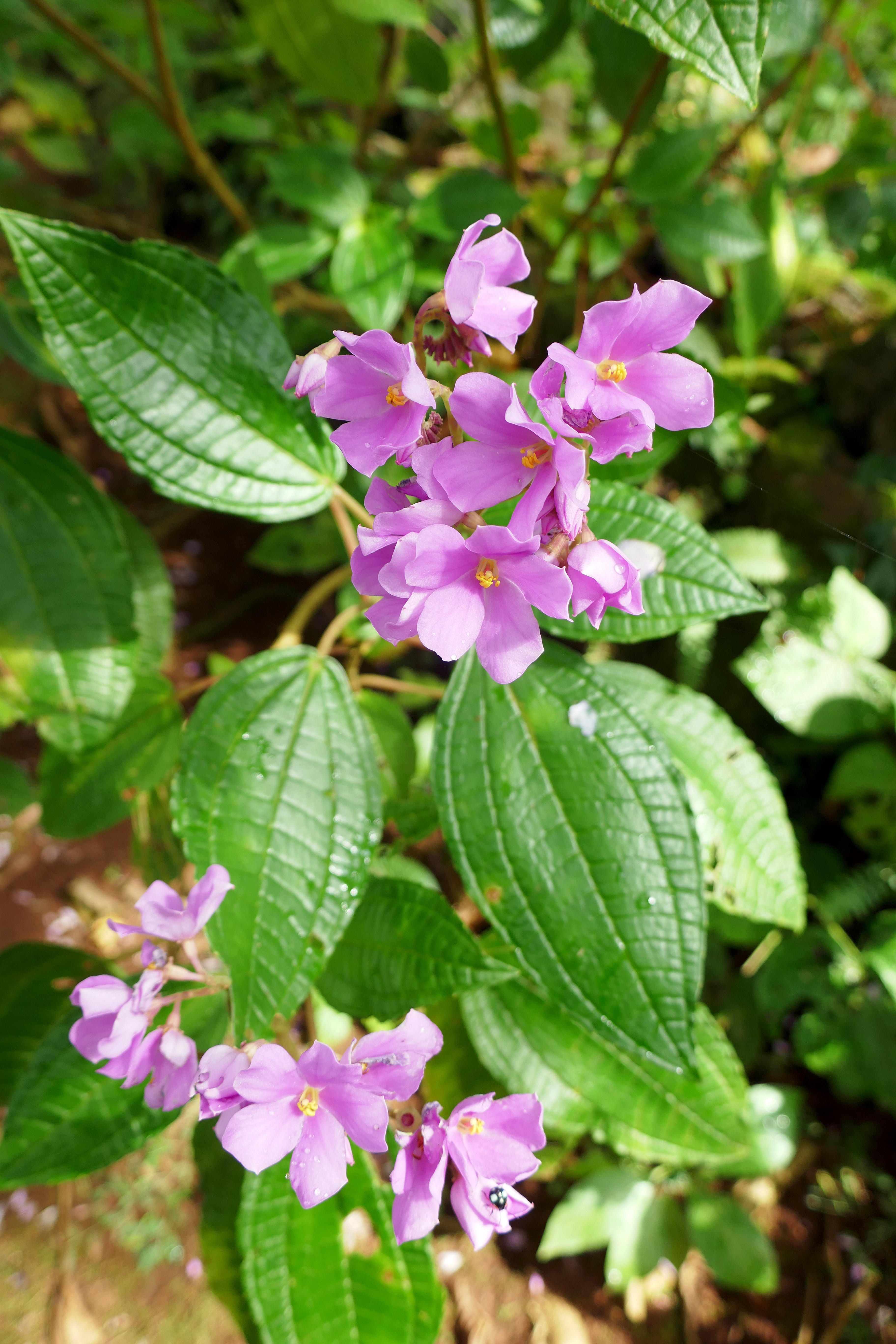
Calvoa confertifolia.
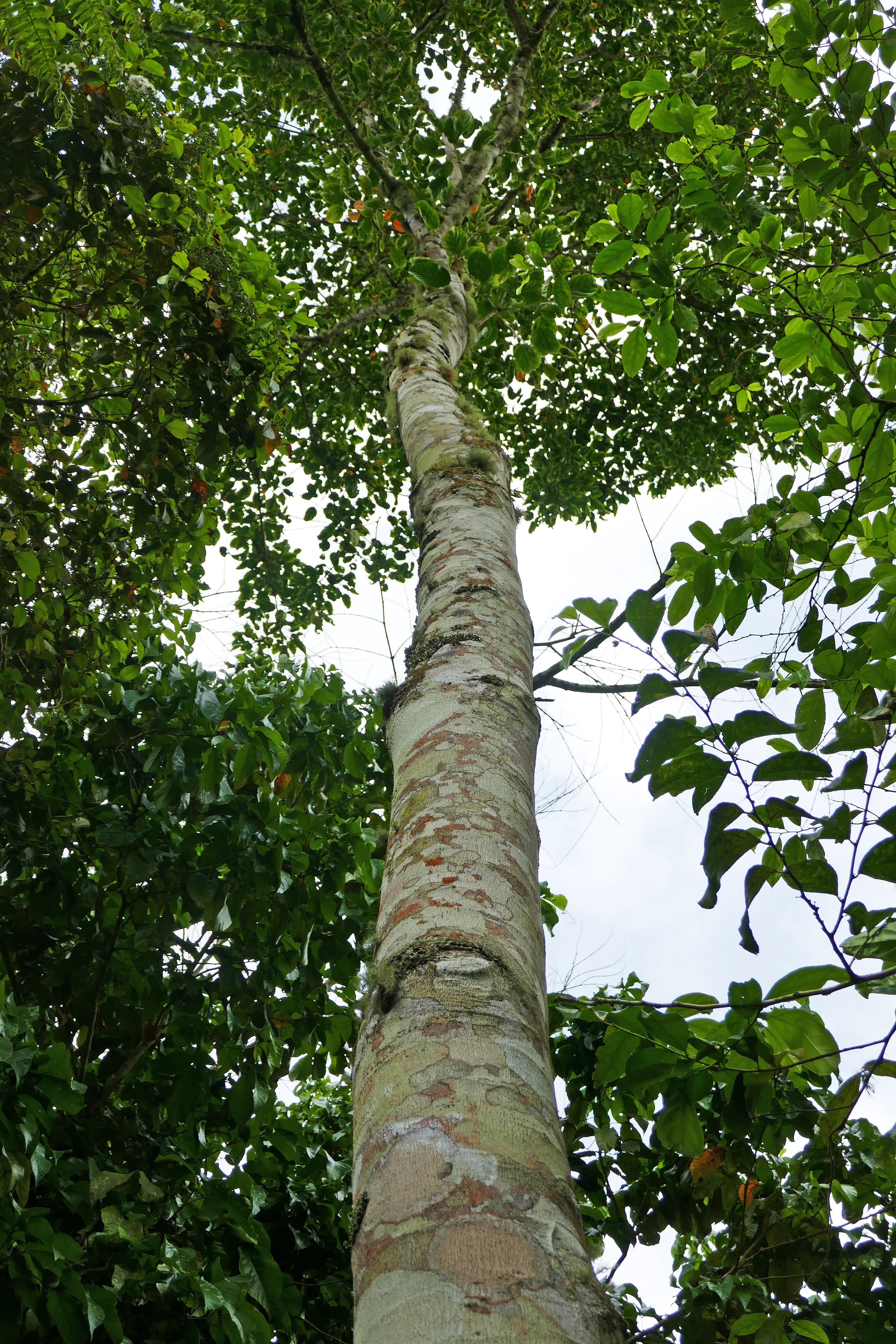
Croton stelluliferus
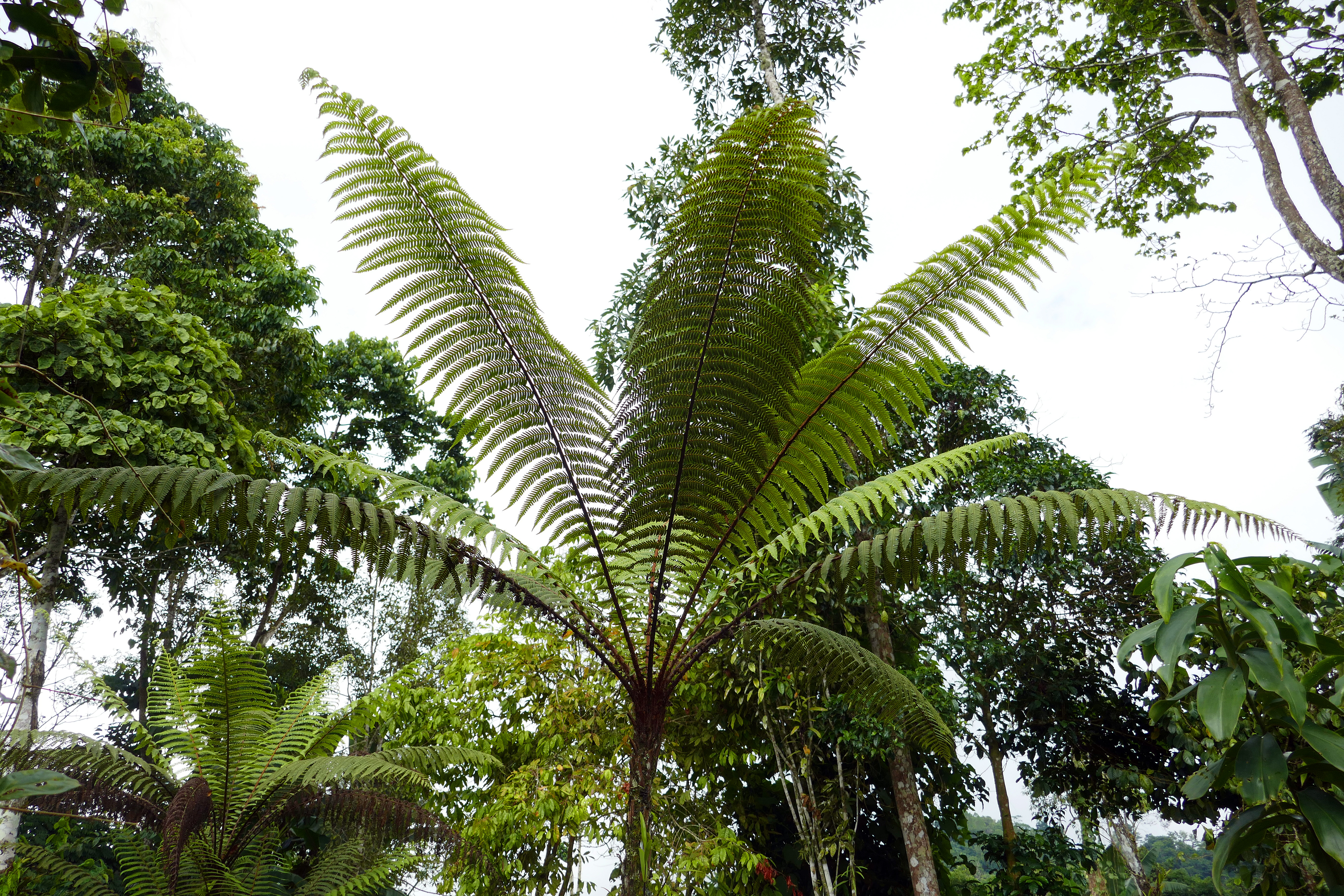
Baumfarn Fougère arborescente (Cyathea welwitschii).
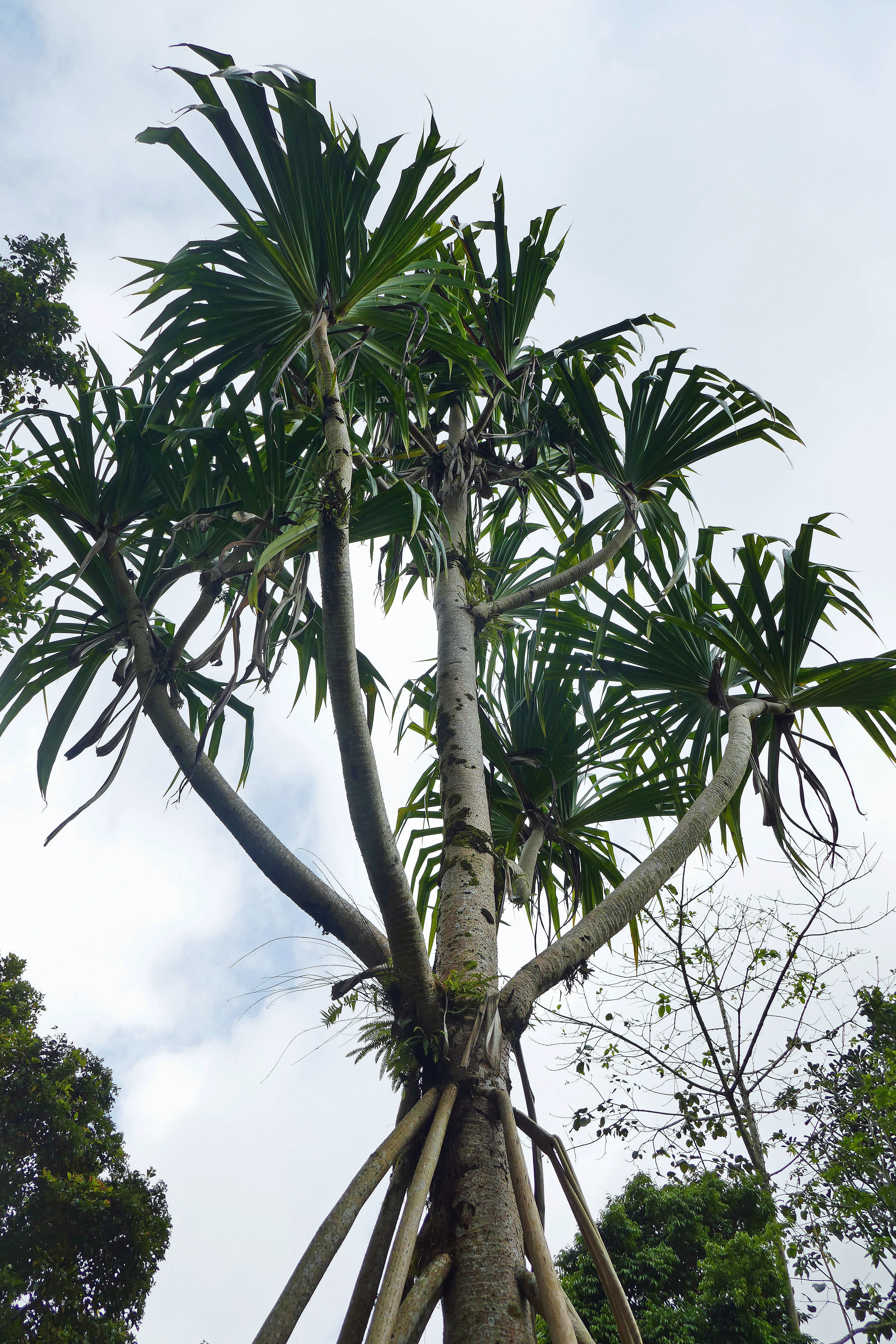
Pandanus thomensis.

### Schattenhäuser und Orchideen
Es gibt auf dem Archipel zahlreiche Orchideenarten. Es wurden 129 Taxa gezählt, von denen 101 auf Sao Tomé vorkommen. Drei Viertel davon sind Epiphyten, die in der Natur schwer zu finden sind. Daher hat man im Botanischen Garten mehrere Ombrières (Schattenhäuser) angelegt, speziell für Orchideen von São Tomé und von Príncipe.

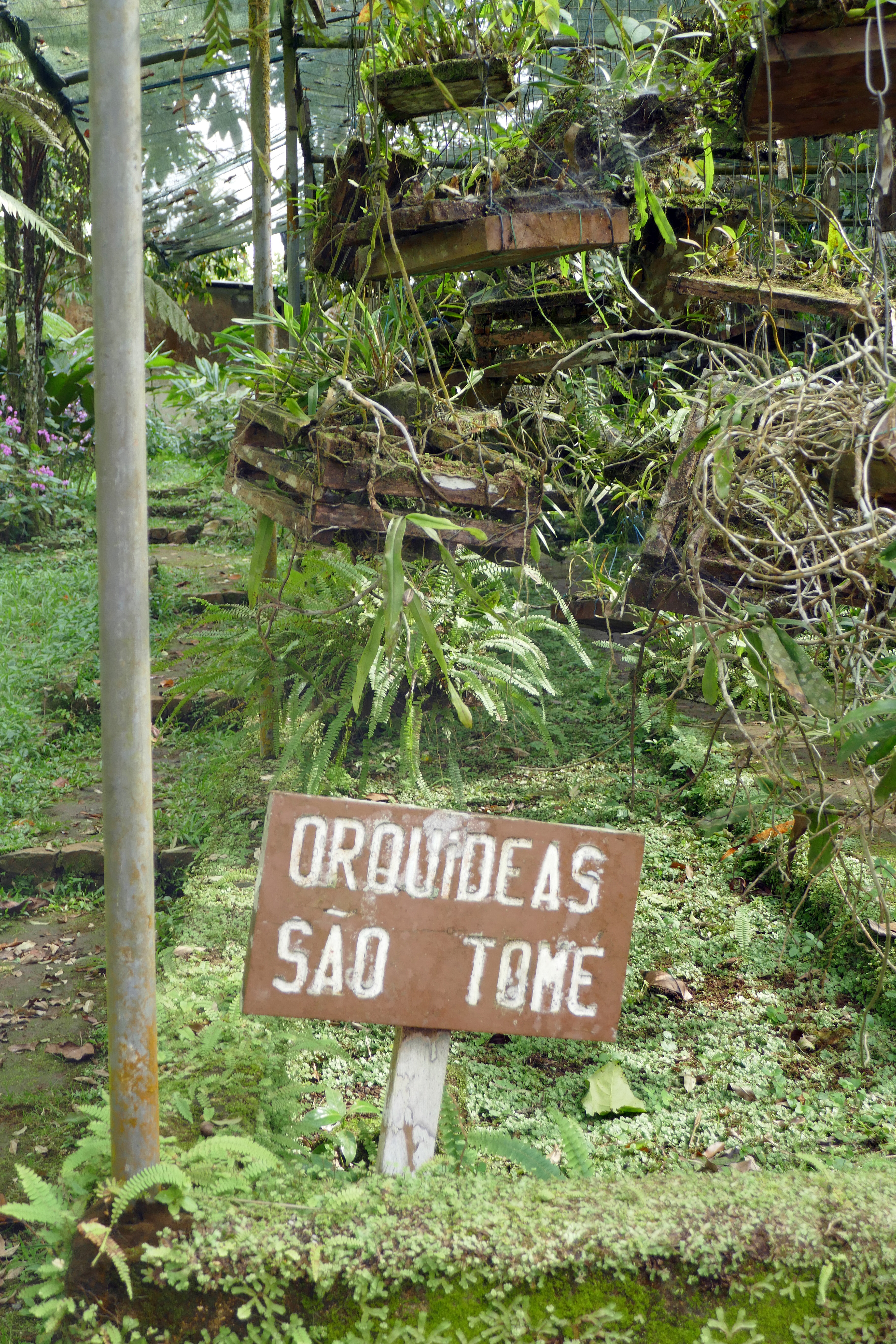
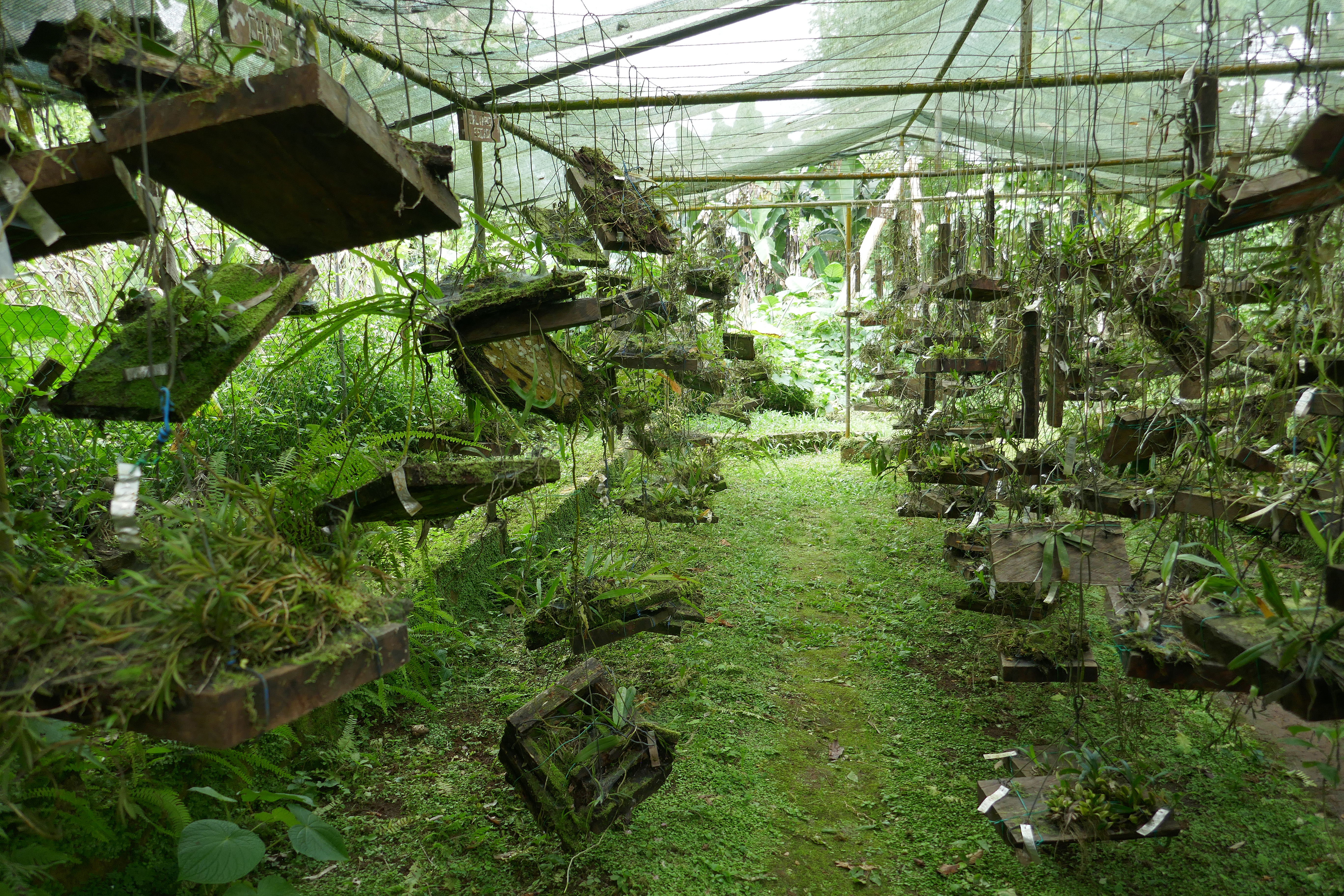
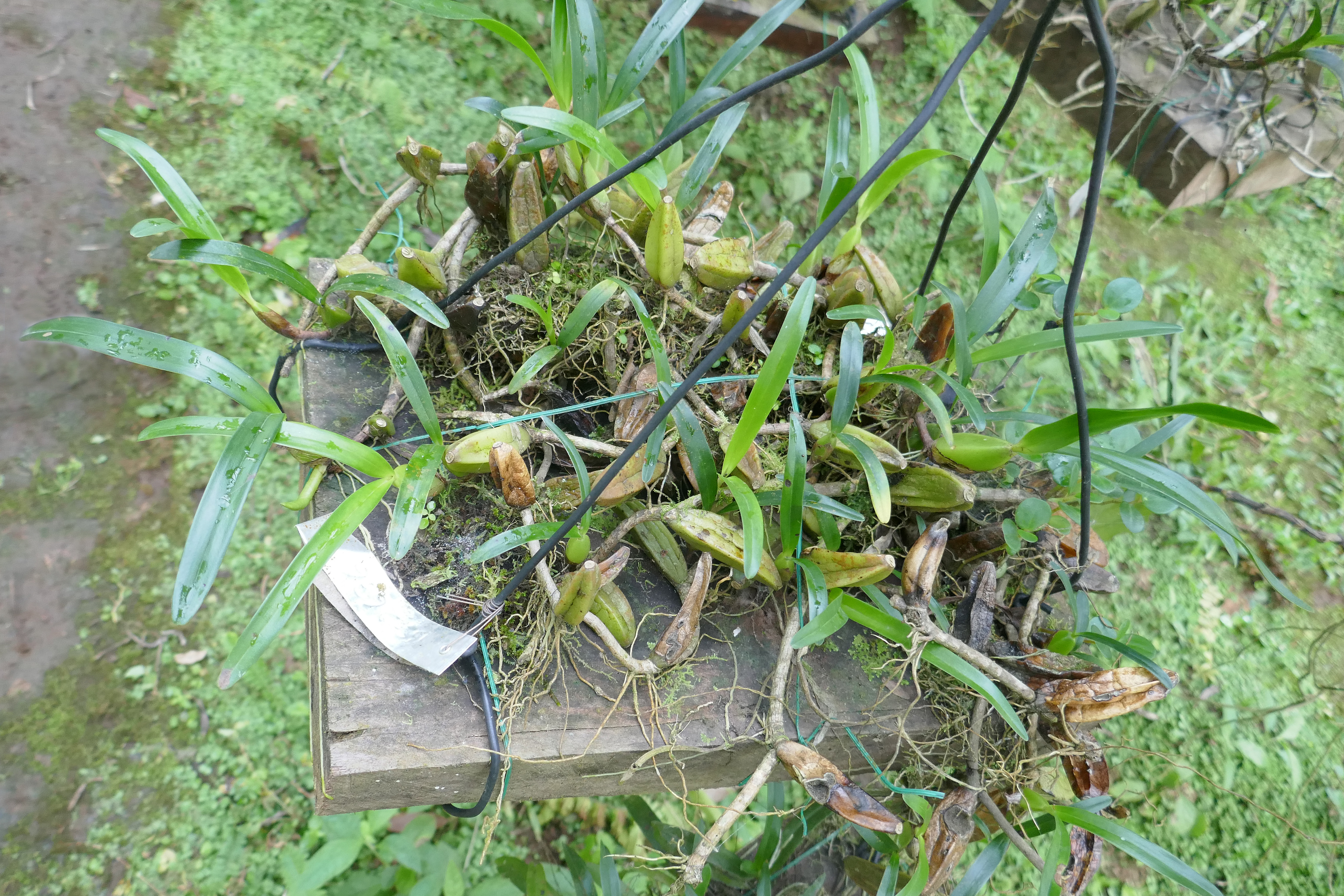
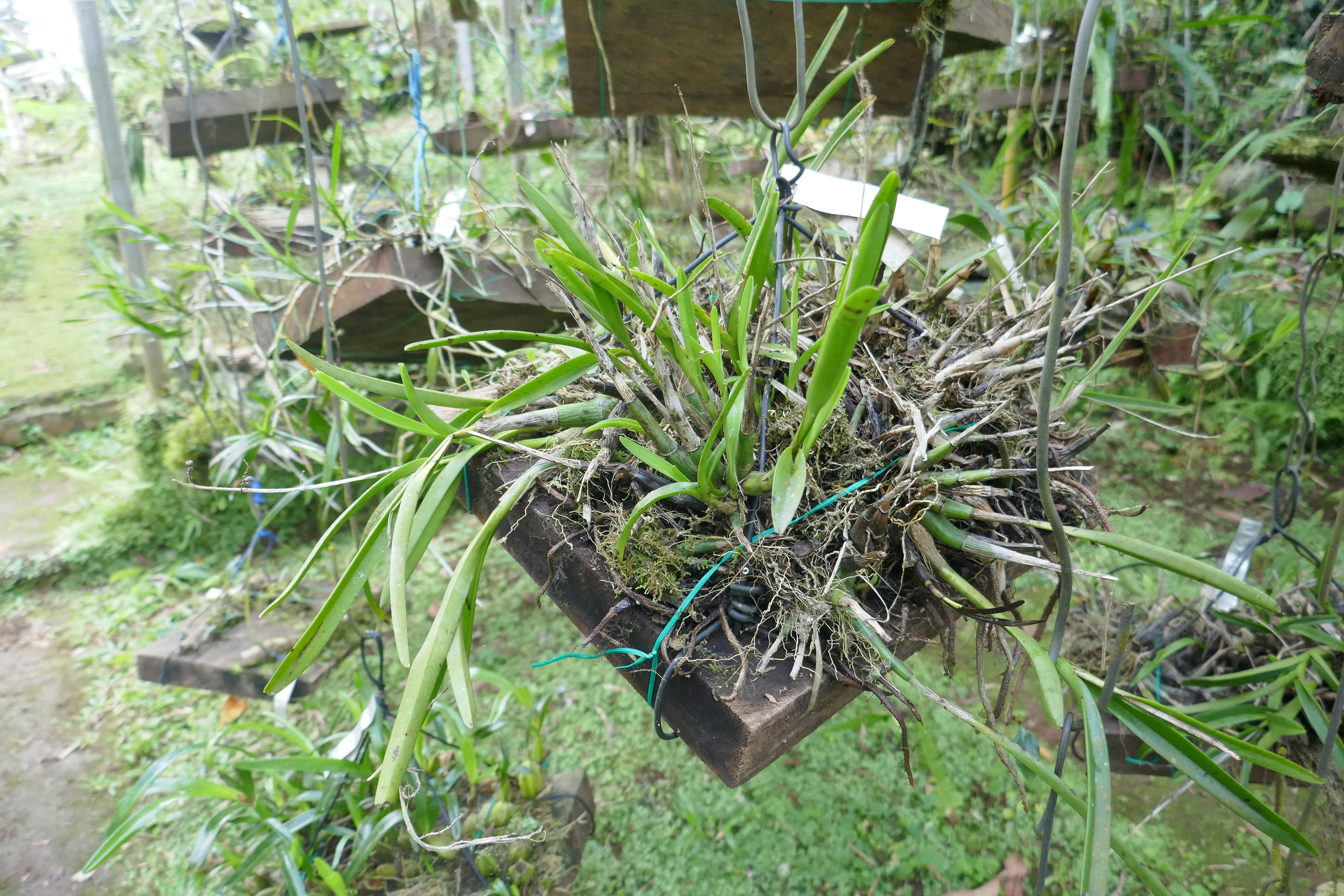